# Maishofen
Maishofen – gmina w Austrii, w kraju związkowym Salzburg, w powiecie Zell am See. Liczy 3423 mieszkańców (1 stycznia 2015).

## Galeria

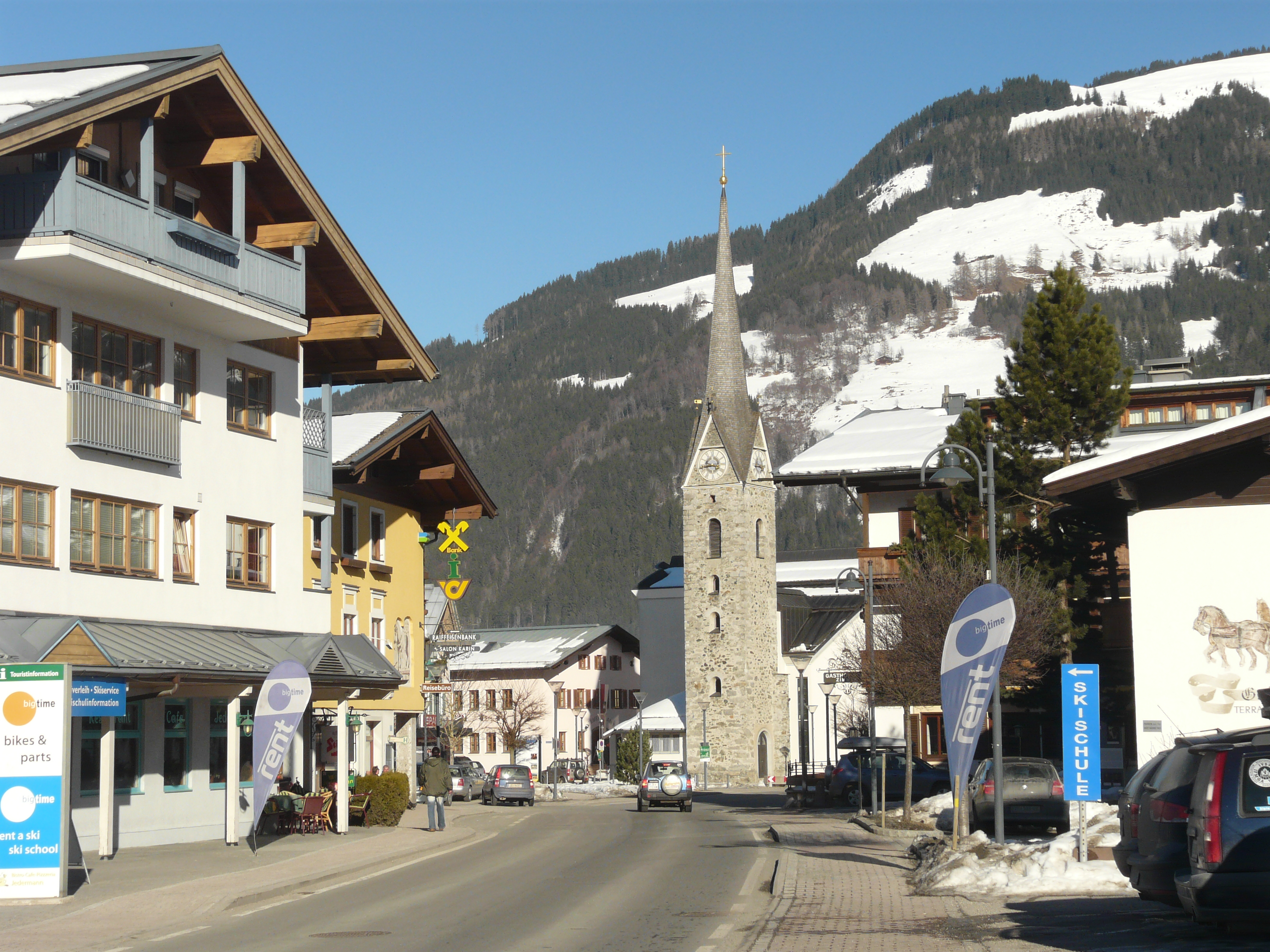
Maishofen w marcu
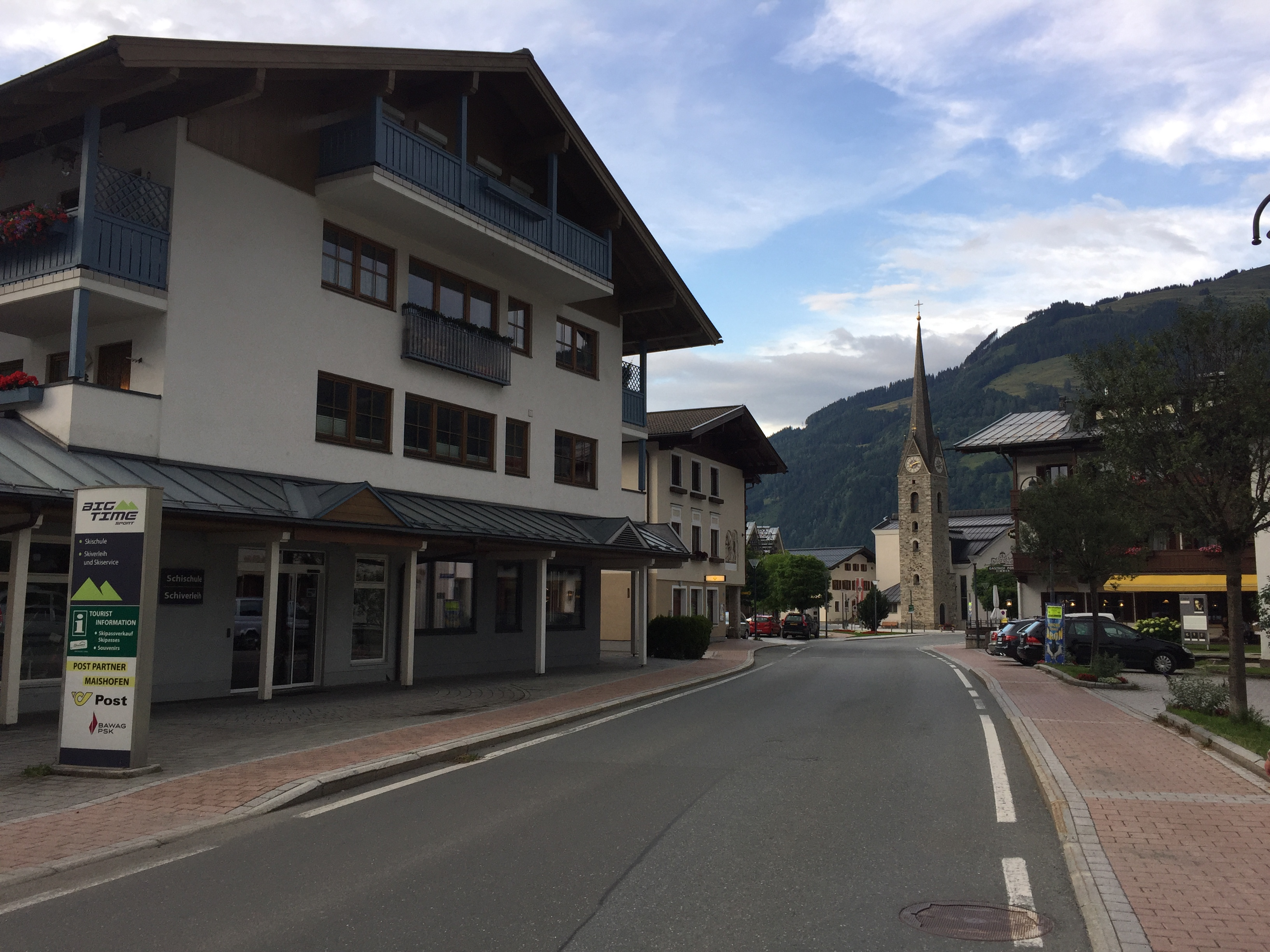
Ulica w Maishofen
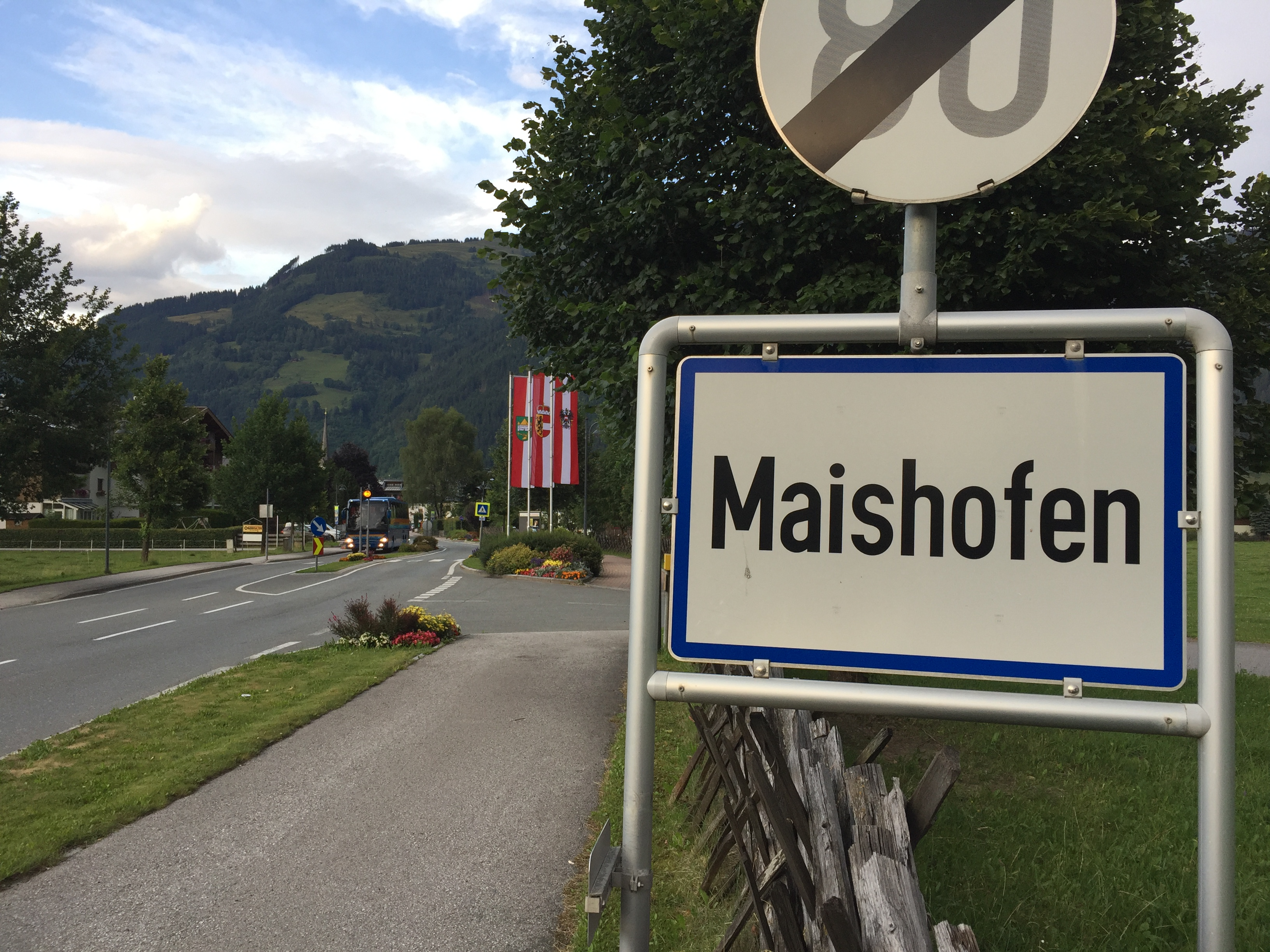
Wjazd do miejscowości
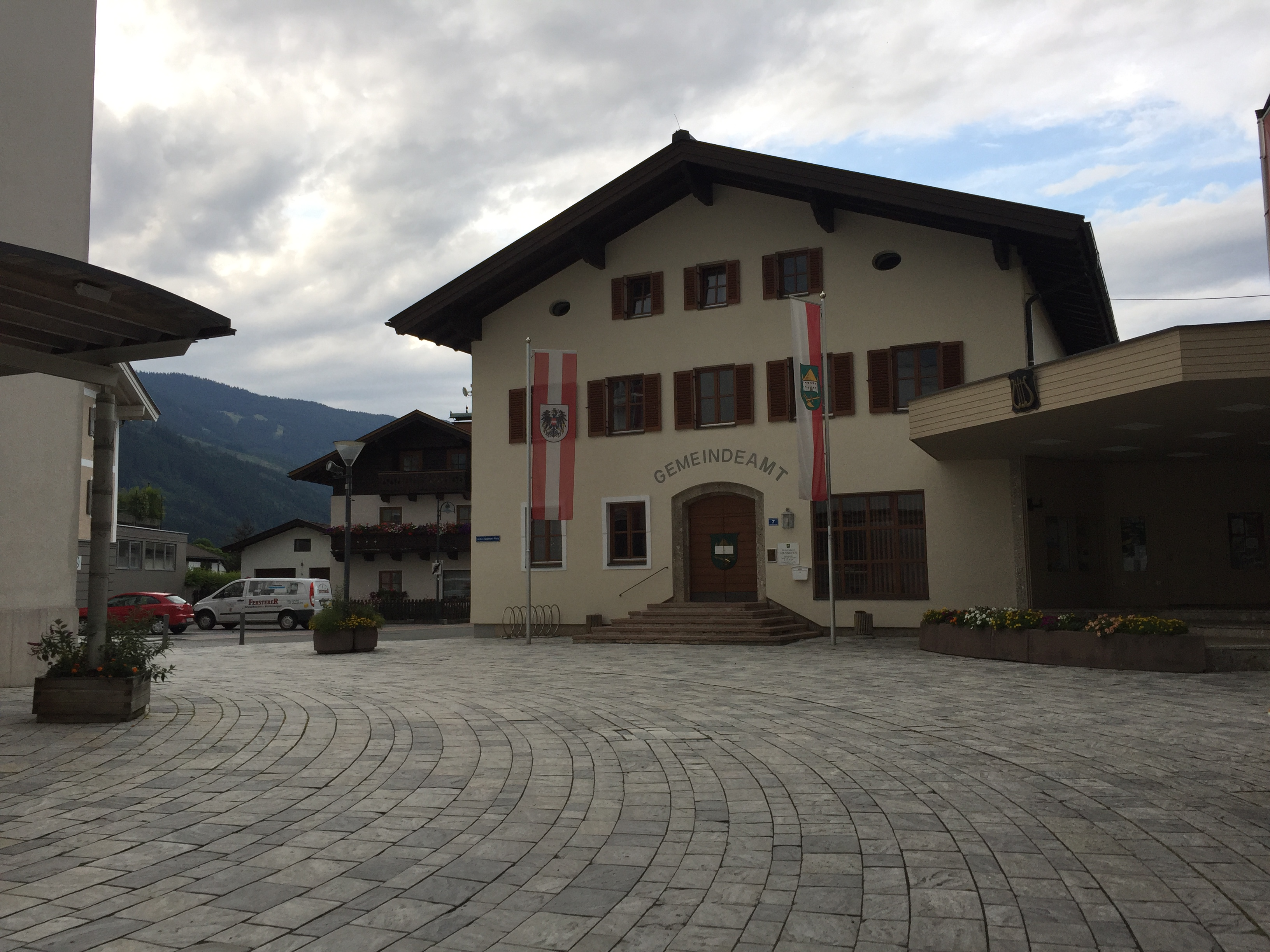
Rynek w Maishofen
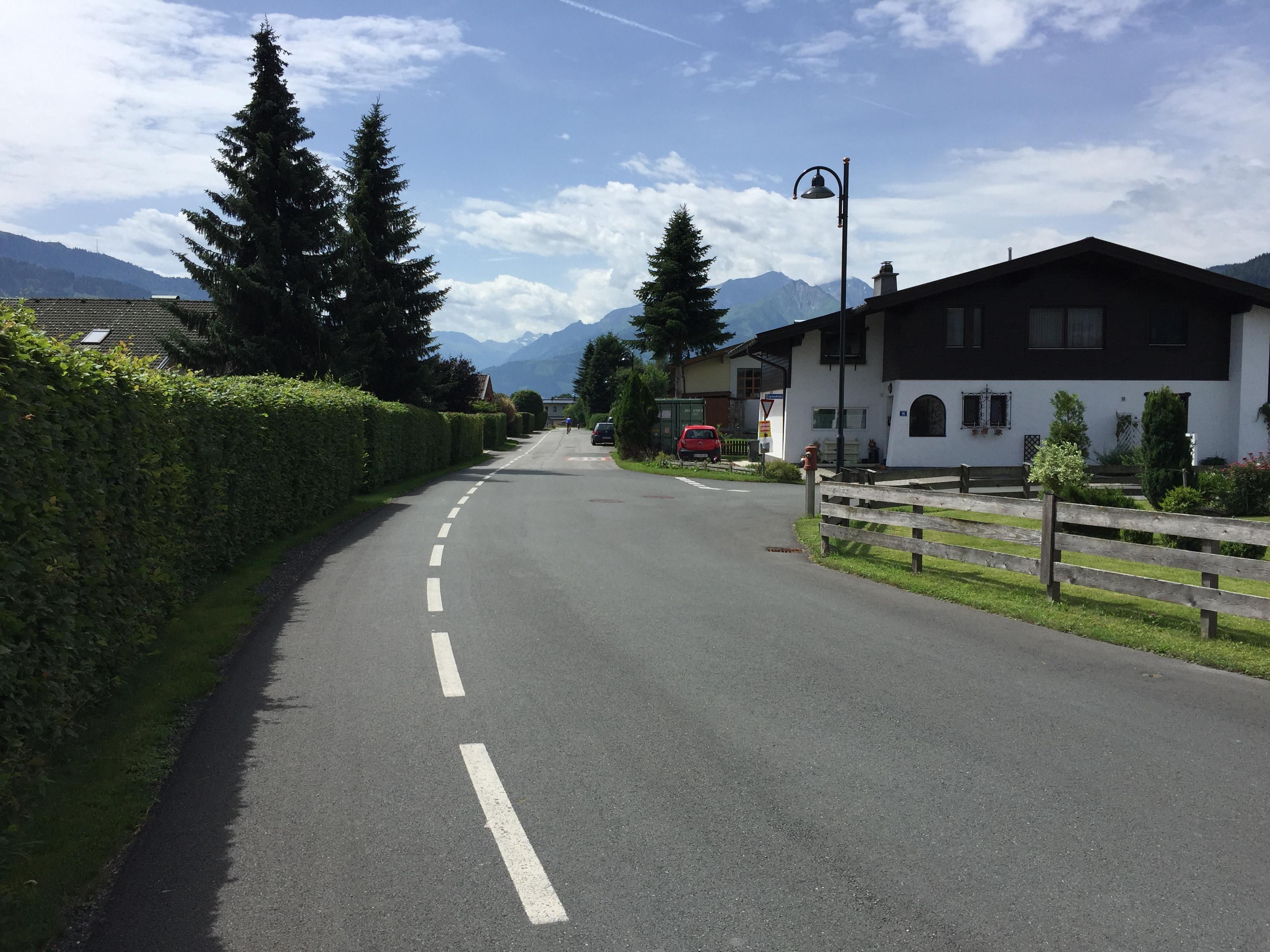
Zabudowania miejscowości - widok w kierunku Zell am See